# Rhododendron 'Weston's Lemon Drop'
Rhododendron 'Weston’s Lemon Drop' — позднецветущий сорт зимостойких листопадных рододендронов.

## Биологическое описание
Кариотип: 2xn, n = 13.
Листопадный кустарник. Высота в 10-летнем возрасте около 90 см, ширина около 60 см. Согласно другому источнику высота в возрасте 12 лет - 170 см. Максимальная высота до 180 см.
Листья 50 × 22 мм, обратнояйцевидные, с широкой острой вершиной и клиновидным основанием, полу-глянцевые, тёмно-зелёные.
Цветение в середине лета, продолжительностью до двух недель.
Соцветия терминальные, куполообразные, 9-ти цветковые.
Бутоны персикового цвета. Цветки трубчатые, воронковидные, 50 × 45 мм, бледно-жёлтые, со временем выцветающие, ароматные, пахнут лимоном.

## В культуре
Посадку рекомендуется осуществлять в местах хорошо освещённых солнцем. Может переносить сильно увлажнённые почвы.
Сорт слегка восприимчив к мучнистой росе.
Зоны морозостойкости: от 3 до 9.
Выдерживает понижения температуры до −37 °С.
Формирующая обрезка осуществляется сразу после окончания цветения.